# Idiocnemis mertoni
Idiocnemis mertoni – gatunek ważki z rodziny pióronogowatych (Platycnemididae). Występuje na Nowej Gwinei (gdzie stwierdzono go w zachodniej, indonezyjskiej części wyspy) oraz na wyspach Aru (także należących do Indonezji).